# رولا زكي
رولا زكي (13 يونيو، القاهرة - )، مطربة مصرية. بدأت مسيرتها الفنية بعمر الثانية عشر. تستطيع الغناء بحوالي 14 لغة ومنهم :(العربية، الإنجليزية، الفرنسية، الإسبانية، الألمانية، الإيطالية، اليونانية، التركية، الهندية، الفارسية،) واشتهرت بعملها النسخ العربية لأشهر الأغاني العالمية. وتلقب بـصوت الحب والسلام.

## ألبوماتها
ذكرياتي (2010) وهو متنوع بين اللهجات: المصرية واللبنانية.
1. أهواك أهواك (النسخة العربية لأغنية Perhaps, Perhaps)
2. ذكرياتي (النسخة العربية لأغنية Anne Murray - You Needed Me )
3. حلوة يا بلدي
4. خدني معاك
5. ده بعينه
6. خطوة خطوة
7. غني ويايا
8. قلبى دق (النسخة العربية لأغنية Sway)
9. كان وكان (باللهجة اللبنانية) (النسخة العربية لأغنية Elle,Tu l'aimes)

## أغانى فردية
- قلبى دق (النسخة العربية لأغنية Sway)
- ذكرياتى
- أهواك أهواك (النسخة العربية لأغنية Perhaps, Perhaps)
- سهر الليالى

في 2014 أصدرت فيديو كليب لأغنية زى الليلة دى من ألبوم عللى المزيكا

## شاركت في
- النسخة العربية سندريلا لشركة ديزنى :صوت سندريلا
- النسخة العربية حورية البحر لشركة ديزنى :صوت آرييل
- النسخة العربية حكاية لعبة 2 لشركة بيكسار :صوت باربي
- الموسم الأول من برنامج اكتشاف المواهب ستار ميكر بأغنية ذكرياتى
- إعلان شركة فودافون : النسخة العربية لI'm Alive لسيلين ديون[2]
- إعلان شركة نستله[3]

## أهم المراحل في حياتها
- أغنية قلبي دق التي حققت نجاح كبير في مصر واحتلت المركز الأول لمدة 3 اسابيع

على إذاعة نجوم إف إم المصرية في سبتمبر 2007.
- قامت بالغناء في الاحتفال بميلاد الملكة اليزابيث في السفارة البريطانية بالقاهرة عام 2005 .
- حصلت على تقدير لجنة التحكيم والمركز الثاني في الموسم الأول من برنامج اكتشاف المواهب المصرى الشهير ستار ميكر في يناير 2003
- الفائزة بالجائزة الكبرى في مهرجان القاهرة الدولى للأغنية.
- قامت بالغناء في افتتاح IAA بالقاهرة في مايو 1998 .
- قامت بالغناء في مؤسسة سيدة مصر الأولى حول العالم : مد يد المساعدة لطفل.
- حصلت على جائزة آريون للموسيقى عن أفضل صوت عام 1991.
- جائزة أفضل مطربة من مهرجان كرين للموسيقى الشبابية عام 1985.

## وصلات خارجية
- موقع رولا زكى الرسمي
- قناة رولا زكى على اليوتيوب
- لقاء رولا زكي على قناة أون تي في جزء أول و جزء ثان
- استمع إلى ألبوم ذكرياتى على اليوتيوب